# Katrin Lange (Fußballspielerin)
Katrin Lange (* 29. Dezember 1981 in Recklinghausen) ist eine ehemalige deutsche Fußballspielerin.

## Karriere
Nach einer Station beim FFC Flaesheim-Hillen wechselte Lange 2001 nach dem Einzug ins DFB-Pokalfinale der Frauen sowie der anschließenden Insolvenz und Auflösung des Vereins zum 1. FFC Frankfurt, für den sie in der Folgesaison aktiv war und Deutsche Meisterin und DFB-Pokal-Siegerin wurde. Lange bestritt für den Verein die ersten drei Punktspiele und erzielte am 19. August 2001 (1. Spieltag) beim 7:1-Sieg im Auswärtsspiel gegen den SC 07 Bad Neuenahr zwei Tore.
Es folgten zwei vereinslose Saisons (2002/03 und 2003/04), ehe die Mittelfeldspielerin zum Bundesliga-Aufsteiger SGS Essen wechselte. Für den Verein bestritt sie zwischen 2004 und 2007, unterbrochen durch ein Gastspiel beim Zweitligisten SG Lütgendortmund, 18 Punktspiele und war in der Saison 2007/08 für die zweite Mannschaft des Vereins aktiv.

## Erfolge
FFC Flaesheim-Hillen
- DFB-Pokal-Finalist 2001

1. FFC Frankfurt
- DFB-Pokal-Sieger 2002
- Deutscher Meister 2002